# امی رابسات
ایمی، لیدی دادلی (با نام تولد رابسارت؛ ۷ ژوئن ۱۵۳۲ – ۸ سپتامبر ۱۵۶۰) اولین همسر رابرت دادلی، مورد علاقه الیزابت یکم بود. او عمدتاً به خاطر مرگش که ناشی از سقوط از پله‌ها بود شناخته می‌شود، که شرایط آن اغلب مشکوک تلقی شده است. ایمی رابسارت تنها فرزند یک اشراف بزرگ از نورفک بود. در زبان رایج آن زمان، نام او به صورت آمی دَدلی نوشته می‌شد.
در تقریباً ۱۸ سالگی، او با رابرت دادلی، پسر جان دادلی، ازدواج کرد. در سال ۱۵۵۳، رابرت دادلی اعدام و در برج لندن زندانی شد، جایی که به ایمی دادلی اجازه داده شد تا از او دیدن کند. پس از آزادی او، این زوج در شرایط مالی دشوار زندگی می‌کردند تا اینکه با دستیار شدن الیزابت یکم در اواخر ۱۵۵۸، دادلی به مقام مسئول اسب‌ها، یک مقام مهم در دربار رسید. شایعه‌هایی وجود داشت که ملکه به زودی عاشق او شد و صحبت‌هایی به میان می‌آمد که ایمی دادلی که شوهرش را به دربار نمی‌برد، از بیماری رنج می‌برد و شاید الیزابت او را برای ازدواج با محبوبش در صورت مرگ همسرش بپذیرد. شایعات وقتی بیشتر شد که الیزابت برخلاف انتظارات عمومی که او یکی از خواستگاران خارجی‌اش را می‌پذیرد، مجرد ماند.
ایمی دادلی با دوستانش در مناطق مختلف کشور زندگی می‌کرد، خانه‌ای مستقل داشت و به ندرت شوهرش را می‌دید. در صبح ۸ سپتامبر ۱۵۶۰، در Cumnor Place نزدیک آکسفورد، او خواست که خدمتکارانش را مرخص کند و بعدها در حالی که در پای پله‌ها افتاده بود و گردنش شکسته و دو زخم بر روی سرش داشت، مرده پیدا شد. نظر هیئت بررسی پزشکی این بود که او به دلیل سقوط از پله‌ها مرده است؛ حکمی که به عنوان «بدبیاری»، مرگ تصادفی ثبت شد.
مرگ ایمی دادلی موجب رسوایی شد. با وجود نتیجه بررسی‌ها، رابرت دادلی به‌طور گسترده‌ای متهم شد که مرگ همسرش را ترتیب داده است، دیدگاهی که با دیدگاه بیشتر مورخان معاصر همخوانی ندارد. او همچنان محبوب‌ترین فرد در دربار الیزابت بود، اما از نظر اعتبار او، نمی‌توانست با او ازدواج کند. سنتی که توسط سر ریچارد ورنی، پیرو رابرت دادلی، ایجاد شده بود، مرگ خشونت‌آمیز ایمی دادلی را به زودی گسترش داد و Leicester's Commonwealth، یک کتاب افترا به شهرت و تأثیرگذاری ۱۵۸۴ علیه رابرت دادلی، در آن زمان ارل لستر، این نسخه از وقایع را جاودانه کرد. علاقه به سرنوشت ایمی دادلی در قرن نوزدهم توسط رمان والتر اسکات، کنیلورث دوباره زنده شد. رایج‌ترین توضیحات مدرن برای مرگ او سرطان سینه و خودکشی است، اگرچه تعدادی از مورخان به سناریوهای قتل پرداخته‌اند. شواهد پزشکی گزارش پزشکی قانونی که در سال ۲۰۰۸ پیدا شد، با تصادف، خودکشی و سایر خشونت‌ها سازگار است.

## زندگی
ایمی رابسارت در نورفک متولد شد و وارث یک اشراف و دامپروری بزرگ، سر جان رابسارت از سایدرستون و همسرش، الیزابت اسکات بود. ایمی رابسارت در خانه مادرش، استنفیلد هال (نزدیک ویندام) بزرگ شد و مانند همسر آینده‌اش، در یک خانواده به شدت پروتستانتیسم زندگی می‌کرد. او آموزش خوبی دید و خط خوشی داشت. سه روز قبل از ۱۸ سالگی‌اش با رابرت دادلی، پسر کوچک جان دادلی ازدواج کرد. ایمی و رابرت که هم‌سن بودند، احتمالاً حدود ده ماه قبل از ازدواجشان یکدیگر را ملاقات کرده بودند. قرارداد ازدواج مه ۱۵۵۰ مشخص کرده بود که ایمی تنها پس از مرگ هر دو والدینش اموال پدرش را به ارث خواهد برد، و پس از ازدواج، این زوج جوان بیشتر به هدایا و کمک‌های پدرانشان وابسته بودند، به ویژه هدایا و کمک‌های رابرت. این احتمالاً یک ازدواج عشقی بود، یک «ازدواج شهوانی»، همان‌طور که مهمان ازدواج ویلیام سسیل بعداً با نارضایتی یاد کرده است. مراسم ازدواج در ۴ ژوئن ۱۵۵۰ در کاخ سلطنتی شین برگزار شد و ادوارد ششم در آن حضور داشت.
ارل وارویک و دوک آینده دوک نورثامبرلند، قدرتمندترین مرد انگلستان بود که دولت پادشاه جوان ادوارد ششم را رهبری می‌کرد. این پیوند، هرچند که یک جایزه بزرگ نبود، برای او قابل قبول بود زیرا نفوذش را در نورفک تقویت می‌کرد. این زوج جوان بیشتر در دربار یا در خانه‌های والدین ایمی در کاخ ایلی زندگی می‌کردند؛ در نیمه اول ۱۵۵۳ آنها در خانه سامرست، جایی که رابرت دادلی نگهبان این کاخ بزرگ رنسانس بود، زندگی می‌کردند. در مه ۱۵۵۳ جین گری به خواهرزن ایمی دادلی تبدیل شد و پس از حکومت نه روزه‌اش به عنوان ملکه انگلستان، رابرت دادلی به مرگ محکوم و در برج لندن زندانی شد. او از ژوئیه ۱۵۵۳ تا اکتبر ۱۵۵۴ در آنجا ماند؛ از سپتامبر ۱۵۵۳ به ایمی اجازه داده شد تا به دیدار او برود و در آنجا با او بماند.

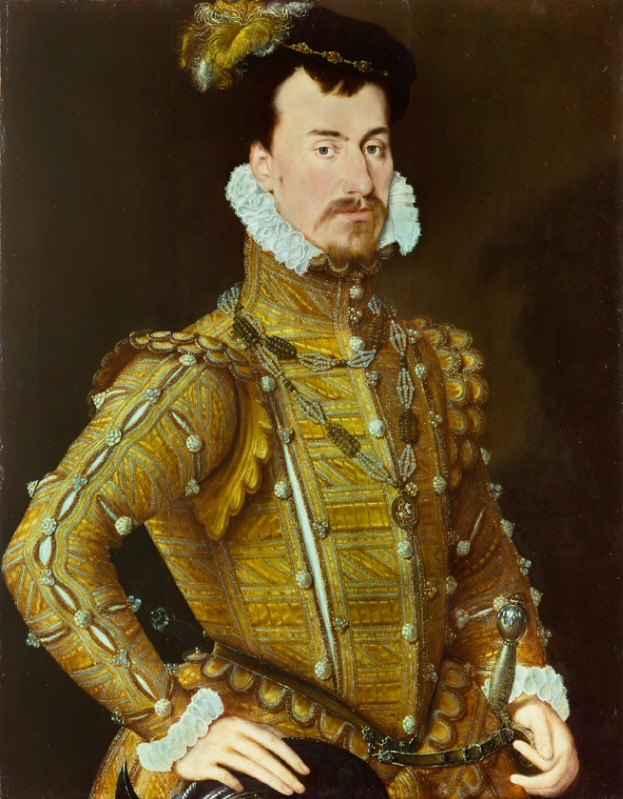
رابرت دادلی، همسر ایمی رابسارت، حدوداً سال ۱۵۶۰

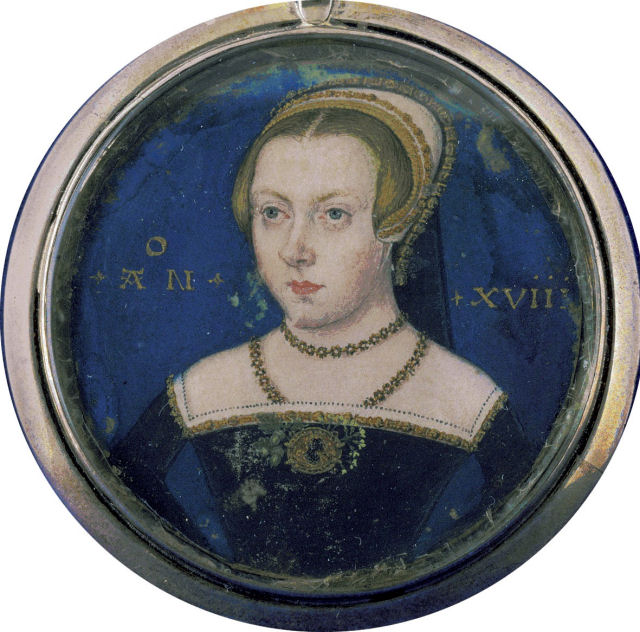
مینیاتور ممکن از ایمی رابسارت در مراسم ازدواجش در سال ۱۵۵۰،

پس از آزادی‌اش، رابرت دادلی پول کافی نداشت و او و ایمی توسط خانواده‌هایشان از نظر مالی حمایت شدند. سبک زندگی آنها همچنان باید مودبانه می‌بود، با این حال، لرد رابرت (همان‌طور که او شناخته می‌شد) بدهی‌های قابل توجهی انباشته می‌کرد. سر جان رابسارت در سال ۱۵۵۴ درگذشت؛ همسرش در بهار ۱۵۵۷ از دنیا رفت، به این معنی که دودلی‌ها می‌توانستند املاک رابسارت را با اجازه ملکه به ارث ببرند. خانه اجدادی لیدی ایمی در سایدرستون برای دهه‌ها غیرقابل سکونت بوده است، خانه کودکی‌اش، استنفیلد، پس از مرگ شوهر اول مادرش به او بازگشته بود، اما پس از مرگ مادرش، این خانه به نیمه‌برادر ایمی، جان آپلیارد، تعلق گرفت. این زوج اکنون در تراکینگ، هرتفوردشر در خانه ویلیام هاید زندگی می‌کردند، وقتی که در لندن نبودند.
در آگوست ۱۵۵۷، رابرت دادلی برای جنگیدن به نفع فلیپه دوم (که در آن زمان شوهر ماری یکم، ملکه انگلستان بود) در نبرد سن کوئنتین در فرانسه شرکت کرد. از این زمان یک نامه تجاری از ایمی دادلی باقی مانده است که بدهی‌های شوهرش را در غیاب او تسویه کرده است، «اگرچه فراموش کردم که قبل از رفتن او این موضوع را به او بگویم، او که خیلی نگران امور سنگین خود بود و من نیز کاملاً از رفتن ناگهانی او راحت نبودم».
در تابستان ۱۵۵۸، رابرت و ایمی دادلی در جستجوی یک اقامتگاه مناسب در نورفک بودند تا در آنجا مستقر شوند؛ اما قبل از مرگ ماری یکم، ملکه انگلستان در نوامبر ۱۵۵۸، هیچ نتیجه‌ای نداشت. پس از به تخت نشستن الیزابت یکم، رابرت دادلی به Master of the Horse تبدیل شد و مکان او در دربار، تقریباً به صورت مداوم در کنار ملکه بود. تا آوریل ۱۵۵۹، به نظر می‌رسید که ملکه الیزابت عاشق لرد رابرت شده است و چندین دیپلمات گزارش دادند که برخی در دربار از قبل گمان می‌کردند که ملکه او را برای ازدواج خواهد پذیرفت، «در صورتی که همسرش بمیرد»، چرا که لیدی ایمی دادلی به شدت بیمار بود و یکی از پستان‌هایش مشکل داشت. او در ایستر ۱۵۵۹ چند روزی به دیدار همسرش در تراکینگ رفت و ایمی دادلی در مه ۱۵۵۹ به مدت یک ماه به لندن آمد. در این زمان، در ۶ ژوئن، سفیر جدید اسپانیا دی کوادرا نوشت که سلامت او بهبود یافته است، اما او مراقب غذا خوردن خود بود. او همچنین سفری به سافک داشت؛ و تا سپتامبر در خانه سر ریچارد ورنی در کامپتون ورنی در واریک‌شر ساکن شد.
تا اواخر ۱۵۵۹، چندین شاهزاده خارجی در حال رقابت برای دست ملکه بودند؛ دیپلمات‌های اسپانیایی از این که الیزابت علاقه زیادی به نامزدهایشان نشان ندادند، بسیار ناخشنود بودند. سفیر اسپانیا دی کوادرا و همتای امپراتوری مقدس روم او به یکدیگر و مافوق‌هایشان اطلاع دادند که لرد رابرت به همسرش سم خورانده و الیزابت فقط آنها را فریب می‌دهد، «که لرد رابرت دشمنان خود و کشور را با کلمات مشغول نگه داشته است تا این اقدام شیطانی قتل همسرش انجام شود». بخش‌هایی از اشراف نیز دادلی را مسئول عدم ازدواج الیزابت می‌دانستند و طرح‌های زیادی برای ترور او وجود داشت. در مارس ۱۵۶۰، دی کوادرا به فیلیپ دوم اطلاع داد: «لرد رابرت به کسی گفته است که … اگر یک سال دیگر زنده بماند، موقعیت او از حالا بسیار متفاوت خواهد بود. … آنها می‌گویند که او به طلاق از همسرش فکر می‌کند». لیدی ایمی از زمان بازدیدش از لندن در ۱۵۵۹ دیگر شوهرش را ندید. یک سفر پیش‌بینی شده برای دیدار با او و دیگر اعضای خانواده هیچ‌گاه محقق نشد. ملکه الیزابت به واقع اجازه نداد که محبوبش همسر داشته باشد؛ بر اساس یک کرونیک تاریخی از دربار، او «مجبور بود بگوید که وقتی به او می‌رسید، هیچ‌کاری با او نمی‌کرد، چون به ندرت به دیدنش می‌رفت».

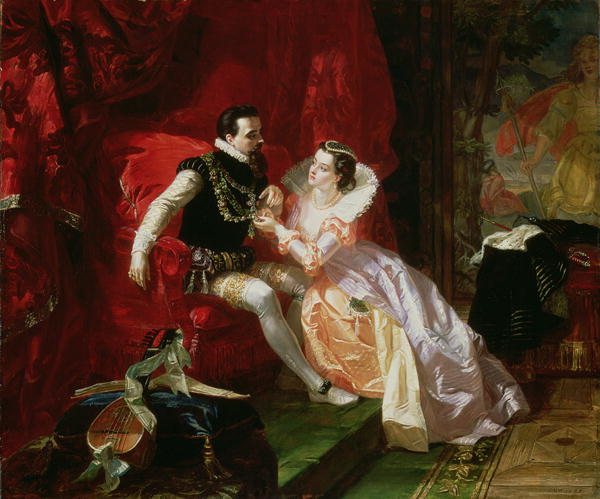
لستر و ایمی رابسارت در کامنور هال (۱۸۶۶) اثر ادوارد متئو وارد. پرتره خیالی پس از رمان کنیلورث اثر والتر اسکات

از دسامبر ۱۵۵۹ تا زمان مرگش، ایمی دادلی در Cumnor Place زندگی کرد، که گاهی به آن Cumnor Hall نیز گفته می‌شد، در روستای Cumnor در بارکشر (در حومه آکسفورد، و اکنون در آکسفوردشر) این خانه، که یک مجموعه اصلاح شده از یک صومعه قرن چهاردهمی بود، توسط دوست و احتمالاً خویشاوند ایمی، سر آنتونی فورستر اجاره شده بود. او در آنجا با همسرش و خانم‌های Odingsells و Owen که بستگان صاحب خانه بودند زندگی می‌کرد. اتاق ایمی رابسارت یک آپارتمان بزرگ و مجلل در طبقه بالا بود که بهترین اتاق خانه به حساب می‌آمد، با یک ورودی و پله‌های جداگانه که به آن می‌رسید. در پشت خانه یک باغ تراس، یک برکه و یک پارک گوزن قرار داشت. ایمی دادلی عایدات املاک رابسارت را مستقیماً به دست خود دریافت می‌کرد و عمدتاً هزینه‌های خانه خود را می‌پرداخت، که شامل حدود ۱۰ خدمتکار می‌شد. او به‌طور منظم لباس‌ها و تزئینات سفارش می‌داد و حساب‌ها و نامه‌ای از او تا تاریخ ۲۴ اوت ۱۵۶۰ موجود است. او همچنین از شوهرش هدایا دریافت می‌کرد. هیچ تصویری از او باقی نمانده است، اگرچه به گفته سفیر امپراتوری روم مقدس، کاسپار برونر، که در سال ۱۵۵۹ نوشته است، او «همسر بسیار زیبایی بود».
با این حال، در سال ۲۰۰۹، اریک آیوِس پیشنهاد کرد که یک پرتره مینیاتوری که اکنون در مرکز هنر بریتانیا در ییل نگهداری می‌شود، که به نام مینیاتور ییل شناخته می‌شود، در واقع تصویر آمی رابسارت است. کریس اسکیدمور در کتاب خود در سال ۲۰۱۰ با عنوان مرگ و دوشیزه: الیزابت، دادلای و سرنوشت مرموز آمی رابسارت با این موضوع موافق است و اضافه می‌کند که رابرت دادلای از بلوط به عنوان نماد شخصی در دوران جوانی خود استفاده می‌کرد، و مدل در تصویر، برگ‌های بلوط و گل‌های خوشه‌ای در سینه‌اش دارد. اخیراً نکته‌ای که مطرح شده این است که شاخه گل‌های زرد در سینه خانم با رنگ‌های نشان خانوادگی رابسارت، یعنی سبز و زرد، یا Vert و Or مطابقت دارد. نام gilliflower یا gillyflower از واژه فرانسوی giroflée که از یونانی karyophyllon به معنای برگ مغز می‌آید، گرفته شده است. این ارتباط از بوی گل‌ها نشأت می‌گیرد و ممکن است به عنوان بازی کلمات دیگری برای بلوط برای رابرت یا حتی رابسارت باشد، زیرا Robur در زبان لاتین به معنی بلوط است. یک پرتره مینیاتوری از همان زن در سال ۱۹۸۳ توسط دوک بوفورت، نسل مستقیم لتیس کالی، که همسر دوم بیوه آمی رابسارت، رابرت دادلای بود، در ساتبیز فروخته شد.